# Comedy Central Italia
Comedy Central Italia ist der italienische Ableger des US-Senders Comedy Central. Ursprünglich hieß der Sender Paramount Comedy und teilte sich den Programmplatz mit Nickelodeon Italia, wobei Paramount Comedy zwischen 20:00 und 6:00 Uhr sendete. Comedy Central sendet inzwischen 24 Stunden am Tag. Außerdem existiert zum Sender auch eine TimeShift-Version namens Comedy Central +1. Seit dem 1. März 2011 sendet der Sender in 16:9. Der Sender sendet auch für San Marino und den Vatikanstadt.

## Sendungen (Auswahl)
- Alle hassen Chris
- Alle lieben Raymond
- Beavis and Butt-Head
- Becker
- Drawn Together
- Frasier
- King of Queens
- Reno 911!
- Roseanne
- Sex & the City
- South Park
- The Boondocks
- The Sarah Silverman Program

## Logos

Logo von Paramount Comedy Italia, bis 30. April 2007
Ehemaliges Logo von Comedy Central Italia, ab 2. Dezember 2013